# La Montagne Dingjun
Pour la montagne, voir Mont Dingjun.

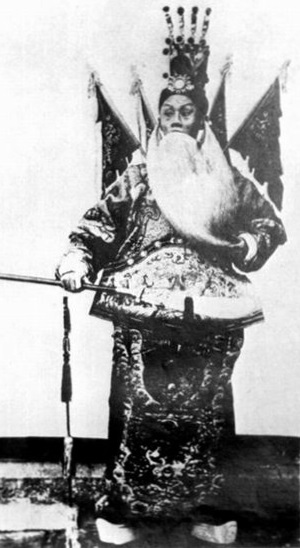
Tan Xinpei dans le premier film chinois La montagne Dingjun (1905).

La montagne Dingjun (定军山, Ding jun shan) est un film chinois réalisé par Ren Jingfeng, sorti en 1905. 
C'est le premier film de l'histoire du cinéma chinois.

## Synopsis
Le film est composé de trois scènes enregistrées à l'Opéra de Pékin durant une représentation de La Bataille du Mont Dingjun avec le chanteur Tan Xinpei.

## Fiche technique
- Titre : La montagne Dingjun
- Titre original : 定军山, Ding jun shan
- Réalisation : Ren Jingfeng
- Scénario : Luo Guanzhong
- Pays d'origine : Empire chinois
- Format : Noir et blanc - Film muet
- Genre : Drame, romance
- Date de sortie : 1905

## Distribution
- Tan Xinpei : seigneur